# Radisne, Krasîliv
Radisne (în ucraineană Радісне) este un sat în comuna Șciîborivka din raionul Krasîliv, regiunea Hmelnîțkîi, Ucraina.

## Demografie
Componența lingvistică a localității Radisne
     Ucraineană (99,37%)
     Alte limbi (0,63%)
Conform recensământului din 2001, majoritatea populației localității Radisne era vorbitoare de ucraineană (99,37%), existând în minoritate și vorbitori de alte limbi.